# Saint-Riquier
Saint-Riquier è un comune francese di 1 287 abitanti situato nel dipartimento della Somme nella regione dell'Alta Francia.
Qui si trova un'importante abbazia.

## Monumenti e luoghi d'interesse
- Abbazia di Saint-Riquier. Sorge al centro dell'abitato l'abbazia benedettina eretta in epoca carolingia e ricostruita in stile gotico fra il 1257 e il 1536. Importantissimo monastero all'epoca, spicca la decoratissima facciata gotico-fiammeggiante della chiesa abbaziale.

## Società

### Evoluzione demografica
Abitanti censiti